# Koczkor-Ata
Koczkor-Ata (kirg.: Кочкор-Ата) – miasto w zachodnim Kirgistanie, w obwodzie dżalalabadzkim, w rejonie Nooken. W 2017 roku liczyło 16,2 tys. mieszkańców.